# Dankelshausen

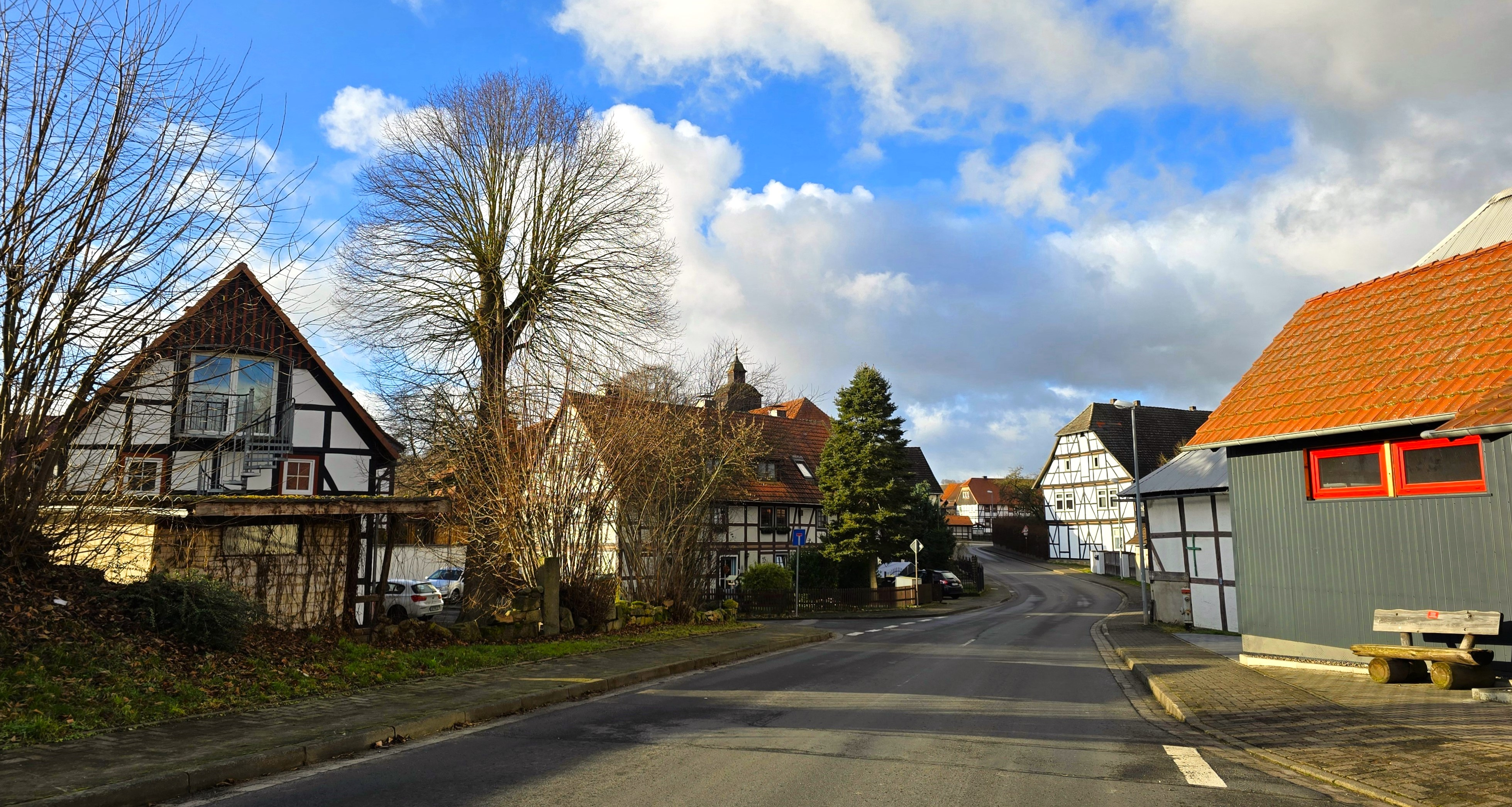
Einfahrt Große Straße nach Dankelshausen von Süden

Dankelshausen ist ein Dorf in Südniedersachsen und ein Ortsteil der Gemeinde Scheden, die zur Samtgemeinde Dransfeld im niedersächsischen Landkreis Göttingen gehört. Dankelshausen hat etwa 260 Einwohner.

## Geographie

### Lage
Dankelshausen liegt im Naturpark Münden am Osthang des Bramwaldes im Tal der Schede, die den Ort östlich passiert.
Der höchste Punkt der Gemarkung liegt am Hang des Klagesbergs auf einer Höhe von 334 m ü. NHN.

### Nachbarorte
Benachbarte Orte sind Scheden im Südosten und Bühren im Nordwesten. Ohne direkte Straßenverbindung sind Mielenhausen im Südwesten und das Gut Wellersen im Nordosten benachbart.

## Geschichte
Die erste schriftliche Erwähnung des Ortes Dancolueshusen ist in einer Urkunde des Jahres 1309 überliefert. In älterer Literatur wurde auch 1332 als Jahr der urkundlichen Ersterwähnung angegeben oder Erwähnungen von Tanckwardishusen beziehungsweise Danquardeshusen des 12. oder 13. Jahrhunderts zu Dankelshausen gezählt, die heute der Wüstung Dankwardeshusen bei Wiebrechtshausen zugeordnet werden. Dankelshausen war spätestens zu Anfang des 14. Jahrhunderts Pfarrdorf, denn in beiden Urkunden aus dieser Zeit ist ein plebanus (Priester) genannt. Zur Parochie gehörten neben dem Ort selbst auch Ober- und Niederscheden, Mielenhausen und Wellersen. Seit dem Mittelalter waren Grundherrschaft, adliges Gericht und Kirchenpatronat in den Händen der Herren von Stockhausen, die hier auch ein Gut mit 83 Hektar Land besaßen. Die soziale Ortsstruktur war von Tagelohnarbeitern des Gutshofs und Kleinstbauern geprägt. Die Gemarkungsfläche des gesamten Dorfes betrug etwa 240 Hektar.
Im Jahr 1927 gehörte Dankelshausen zum Gericht und Finanzamt der damaligen Kreisstadt Münden, die Post befand sich in Oberscheden.

### Herkunft des Ortsnamens
Alte Bezeichnungen von Dankelshausen sind 1309 Engelfridus plebanus in Dancolueshusen, 1332 Johannis in Dankolueshoßen plebanorum, 1347 Dankolvishusen, 1350 rector ecclesie in Dankelueshusen und 1397 Dankelshusen. Es handelt sich um eine Bildung mit dem Grundwort -hūsen für -hausen. Das Bestimmungswort enthält den stark flektierenden zweigliedrigen Personennamenstamm Thankulf, Dankolf. Er besteht aus dem Erstelement Thank-, Dank-, zu altsächsisch thank „Dank“, und dem Zweitelement -ulf, -olf, das zum Personennamen-Stamm wulfa, zu altsächsisch wulf „Wolf“, gehört.

### Eingemeindungen
1932 wurde der bis dahin selbständige Gutsbezirk Wellersen nach Dankelshausen eingemeindet.
Im Zuge der Gebietsreform in Niedersachsen, die am 1. Januar 1973 stattfand, wurde die zuvor selbständige Gemeinde Dankelshausen in die Gemeinde Scheden eingegliedert.

### Einwohnerentwicklung
| Jahr      | 1910   | 1925  | 1933  | 1939  | 1950  | 1956  | 2021  |
| --------- | ------ | ----- | ----- | ----- | ----- | ----- | ----- |
| Einwohner | 226    | 229   | 272   | 259   | 442   | 371   | 260   |
| Quelle    | [ 10 ] | [ 7 ] | [ 7 ] | [ 7 ] | [ 1 ] | [ 1 ] | [ 2 ] |

|  |

## Religion
Die Mehrzahl der Einwohner und die einzige Kirche im Ort gehören zum Kirchenkreis Münden der Evangelisch-lutherischen Landeskirche Hannovers. Das Patronat über die Pfarrstelle der St.-Matthäus-Kirche hat die Familie von Stockhausen. Die Kirche ist heute mit der Markuskirche in Scheden und der Johanneskapelle in Mielenhausen zur Kirchengemeinde Scheden-Dankelshausen zusammengeschlossen.

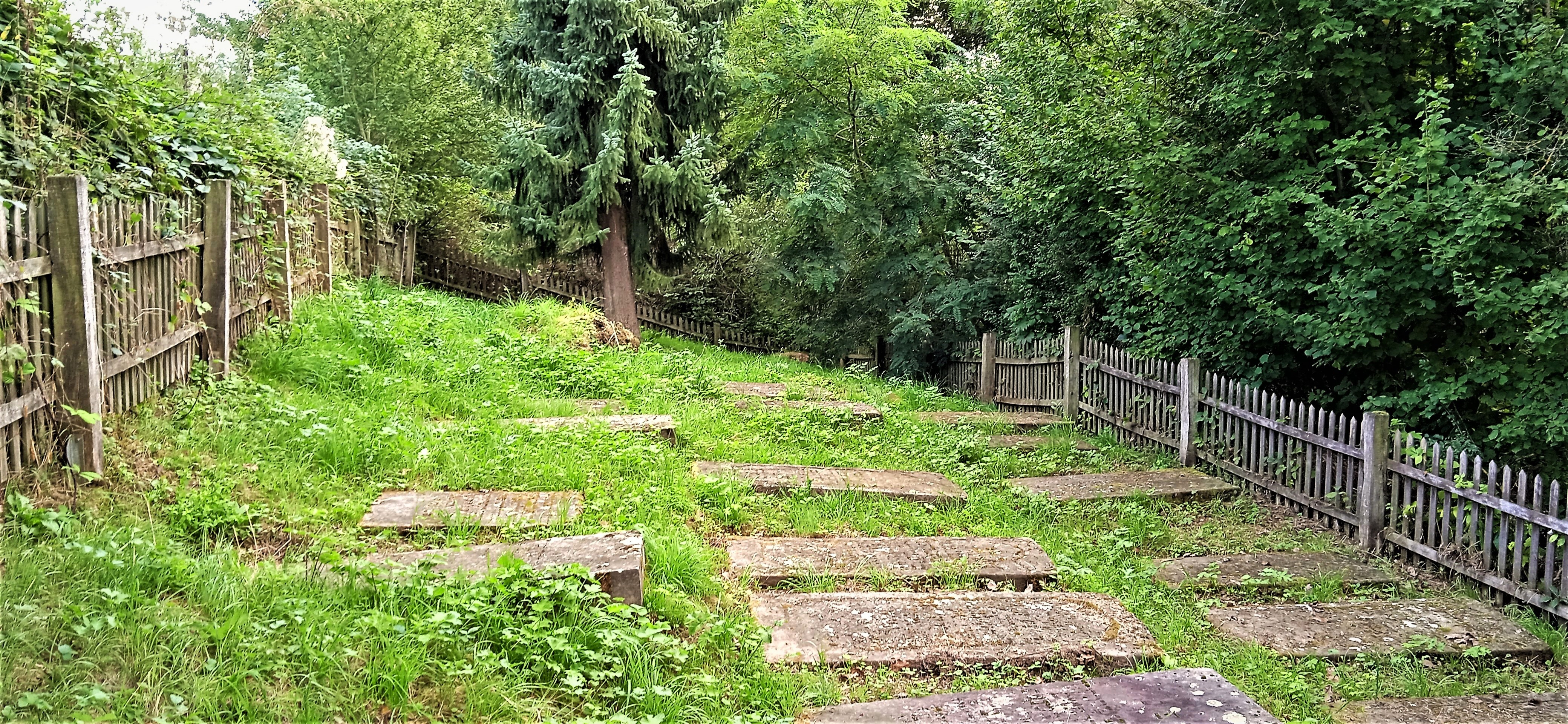
Jüdischer Friedhof

Seit etwa 1765 lebten in Dankelshausen jüdische Bewohner, als Oberst von Stockhausen drei jüdische Familien aufnahm und Schutzbriefe für sie erlangte. Etwa um 1770 wurde östlich des Dorfes der jüdische Friedhof eingerichtet, wahrscheinlich wurde ebenfalls in dieser Zeit auch eine kleine Synagoge errichtet, die 1845 schon wieder baufällig wurde. Nach anderen Angaben erfolgte die erste Bestattung auf dem Friedhof 1797. 1843 wurde offiziell die Synagogengemeinde Dankelshausen-Oberscheden-Mielenhausen gebildet, die Anfang 1878 von der Landdrostei Hildesheim wieder aufgelöst wurde. Die Synagogengemeinde Dransfeld übernahm die wertvolle Tora, das restliche Vermögen und den Friedhof, auf dem 1881, nach anderen Angaben 1891, die letzte Beerdigung stattgefunden haben soll. Eine Instandsetzung des Friedhofs erfolgte Anfang der 1960er Jahre. Auf dem jüdischen Friedhof Dankelshausen sind noch 28 liegende Grabsteine erhalten.

## Politik

### Gemeinderat und Bürgermeister
Auf kommunaler Ebene wird der Ortsteil Dankelshausen vom Rat der Gemeinde Scheden vertreten.

### Wappen
Das Kommunalwappen der ehemaligen Gemeinde Dankelshausen wurde am 3. April 1970 von ihrem Rat beschlossen. Durch Verfügung vom 18. August 1970 hat der Regierungspräsident in Hildesheim genehmigt, das Wappen zu führen.
| Wappen von Dankelshausen | Blasonierung: „In Silber auf grünem Hügel, aus dem eine silberne Quelle sprudelt, ein durchgehendes schwarzes Kreuz, belegt mit drei goldenen Kleestengeln, überdeckt von einem silbernen Schild, darin ein schräg gelegter schwarzer Stamm mit beiderseits je einem herabhängenden schwarzen Eichenblatt und je einer Astung.“ |
| Wappen von Dankelshausen | Wappenbegründung: Die Gemeinde Scheden schreibt hierzu auf ihrer Webseite: „Der grüne Hügel symbolisiert die Lage des Dorfes an den Hängen des Bramwaldes. Die silberne Quelle weist auf die unter großen Geldopfern der Einwohner von 1966 bis 1967 geschaffene Wasserversorgung mittels Tiefenbohrung hin. Das schwarze durchgehende Kreuz hält die kirchliche Bedeutung des Ortes als Parochiezentrum fest, und die Kleestengel versinnbildlichen die zur Parochie gehörenden Nachbargemeinden. Schließlich soll das Wappen der Familie von Stockhausen an die enge geschichtliche Beziehung zwischen Gutshof und Dorfbevölkerung erinnern.“ |

## Kultur und Sehenswürdigkeiten
In der Liste der Baudenkmale in Scheden sind für den Ortsteil Dankelshausen zwölf Baudenkmale aufgeführt.

### Pfarrkirche St. Matthäus

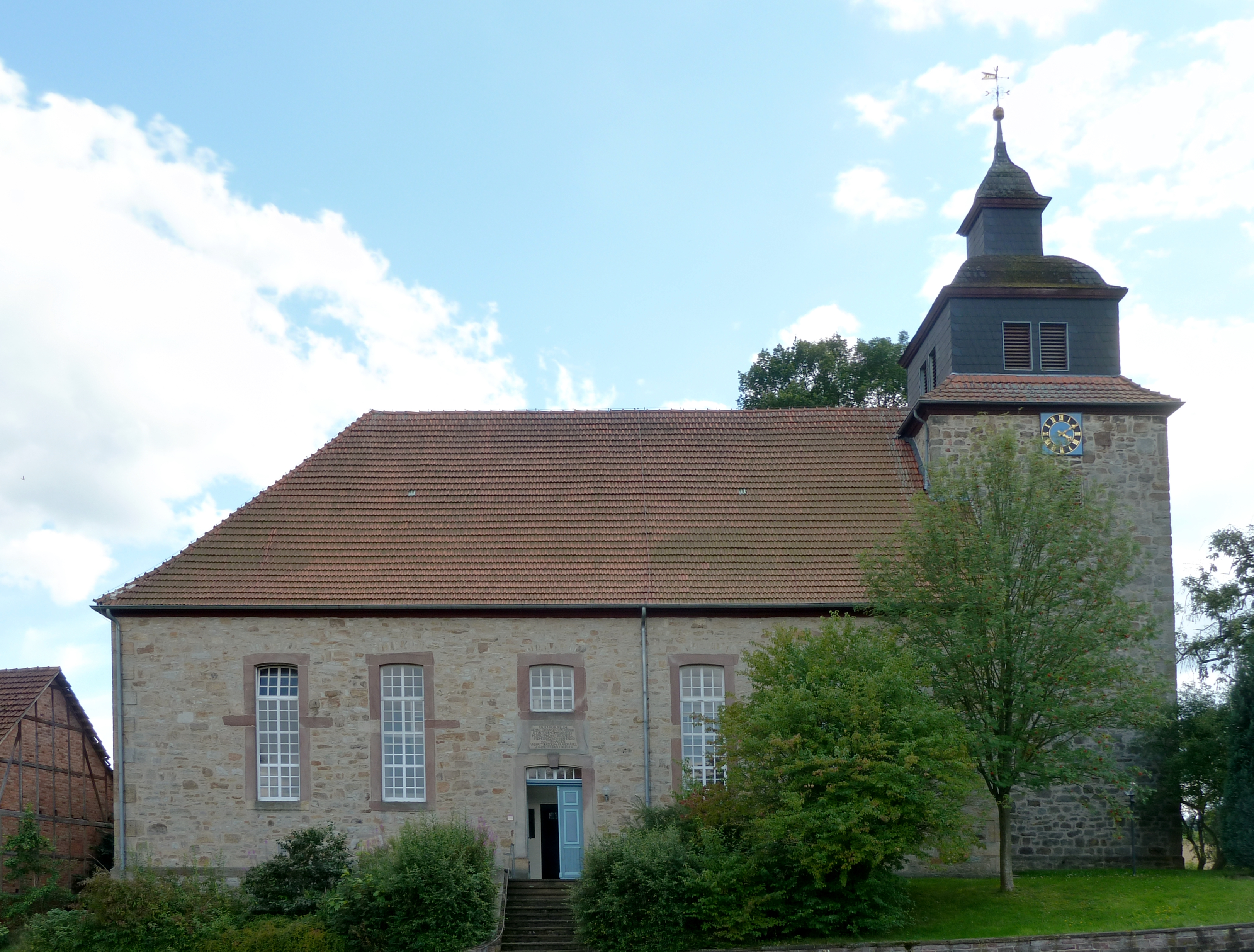
St.-Matthäus-Kirche

Die evangelisch-lutherische Kirche in Dankelshausen ist dem Evangelisten Matthäus gewidmet. Das nur durch schmale Schießscharten gegliederte Bruchsteinmauerwerk des Westturms ist mittelalterlich, er wird auf die erste Hälfte des 13. Jahrhunderts datiert. Außergewöhnlich ist der am Turm angebrachte Neidkopf. Im Untergeschoss des Turmes befindet sich die Grablege der Herren von Stockhausen, die bis heute das Patronat über die Pfarrstelle der Kirche haben. Die im Turmaufsatz hängenden Glocken wurden 1610 durch Hans Reuter aus Göttingen und 1737 durch Arnold Geyer aus Nordhausen gefertigt. Der 1781 errichtete rechteckige Langhaussaal ist ebenfalls in Bruchsteinmauerwerk errichtet, die Gliederung an den Ecken und Fenstergewänden sind als Werksteinfassungen aus Buntsandstein ausgeführt. Das Schiff besitzt fünf Fensterachsen, die Zugänge befinden sich in der mittleren Achse. Der Innenraum ist flachgedeckt mit dreiteiliger Deckengliederung mit Stuckelementen, der Saal wird durch eine dreiseitig umlaufende Empore gegliedert. Die weiß gehaltene Kanzelaltarwand stammt aus der Bauzeit der Kirche. Dahinter ist an der Ostwand eine großformatige Vorhangmalerei vorhanden.

## Persönlichkeiten

### Söhne und Töchter des Ortes
- Carl Krohne (1836–1913), Leiter des Strafvollzuges im preußischen Innenministerium
- Theodor Krohne (1846–1925), Kaufmann und Kommunalpolitiker

### Personen, die mit dem Ort in Verbindung stehen
- Otto Hugo Sartorius (1864–1947), evangelischer Theologe, von 1917 bis 1934 Pastor in Dankelshausen